# Сверхпроводящий резонатор

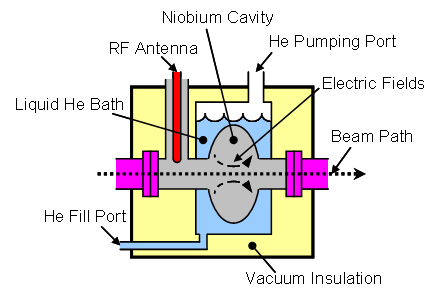
Схематический разрез сверхпроводящего резонатора

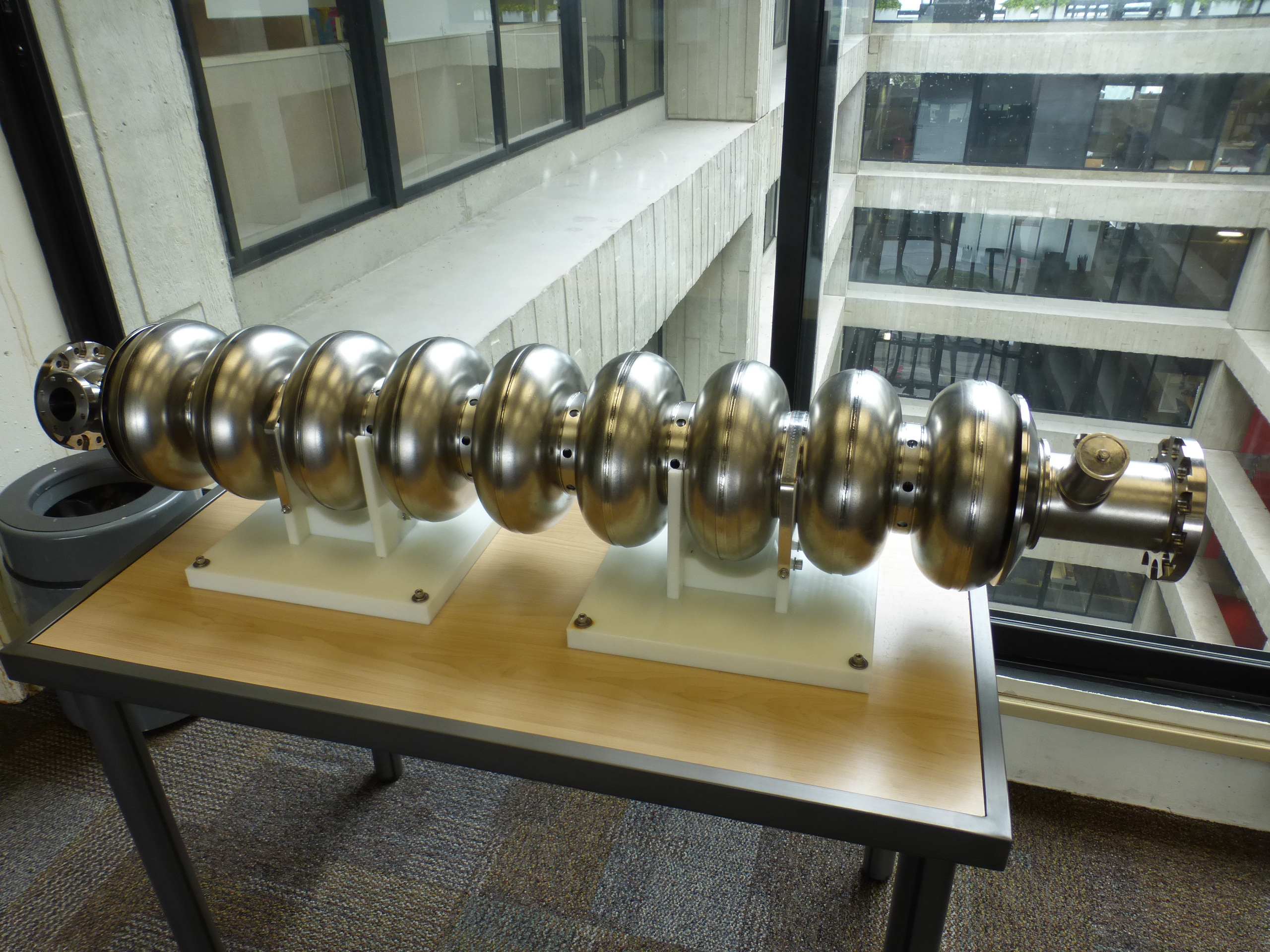
Прототип сверхпроводящего 9-ячеечного резонатора в лаборатории Фермилаб.

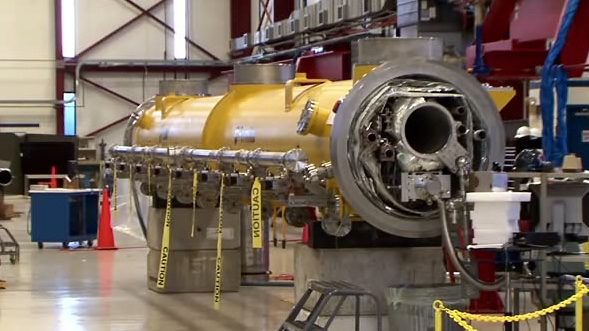
Криомодуль, разработанный в Фермилаб для Международного линейного коллайдера.

Сверхпроводящие резонаторы (SRF — Superconducting Radio Frequency) — радиочастотные резонаторы, выполненные с использованием сверхпроводимости, обладающие чрезвычайно высокой добротностью. Ниобиевый резонатор, работающий на частотах 1.3 ГГц при температуре 1.8 К может иметь добротность до Q = 1011. Сверхпроводящие резонаторы в основном применяются в линейных и циклических ускорителях пучков заряженных частиц.

## Особенности сверхпроводящего ВЧ
В отличие от сверхпроводящих магнитов, которые позволяют получать магнитное поле значительно превышающее традиционные магниты с железным сердечником, применение сверхпроводимости в резонаторах не даёт столь очевидных преимуществ. Темп ускорения сверхпроводящей структуры фундаментально ограничен напряжённостью магнитного поля на поверхности резонатора, которая не должна превышать критическое поле, которое приведёт к срыву сверхпроводимости. Для применяемых в ускорителях ниобиевых резонаторах с возбуждением TM01 моды, в которой электрическое поле направлено вдоль оси резонатора, это ограничивает темп до уровня 45 МэВ/м, в то время как нормальнопроводящий резонатор на высоких частотах (свыше 5 МГц) теоретически может превосходить и 100 МэВ/м. На практике, однако, темп ускорения сверхпроводящих структур ещё ниже, и ограничен так называемым мультипактором — размножением электронов вторичной эмиссии.
Главное преимущество сверхпроводящих ускоряющих структур — очень низкое электрическое сопротивление и, следовательно, малые резистивные потери в стенках резонаторов (в отличие от медных резонаторов). Однако, небольшой поток энергии обеспечивают электроны вторичной эмиссии, ускоряемые полем резонатора и осаждающимися на стенке. И хотя это совсем малый теплоприток, снимать его приходится при температуре ниже 2К, до которой охлаждена стенка резонатора. На практике снятие мощности 1 Вт при температуре 2К требует 1 кВт, потребляемой "от розетки" криогенной системой. Тем не менее, эффективность резонатора, рассчитываемая как отношение мощности, переданной в пучок, к потребляемой мощности, оказывается примерно вдвое выше для сверхпроводящих структур. Это существенно для больших линаков типа линейных коллайдеров на энергию ~1 ТэВ, стоимость которых определяют габариты и энергопотребление. Также энергопотребление принципиально для проектов ускорителей-рекуператоров.
Другое существенное преимущество сверхпроводящих структур в возможности работать на меньших частотах, например 1.3 ГГц для проекта TESLA, позже вошедшего в ILC. Наведённые коротким, но интенсивным ускоряемым электронным сгустком поля в резонаторе (wakefields) из-за его узкополосности существенно ниже, чем в медных линаках, рассчитанных на более высокие частоты (11 ГГц, проект NLC). Взаимодействие с ускоряющей структурой может быть критично для качества пучка, портит его эмиттанс.

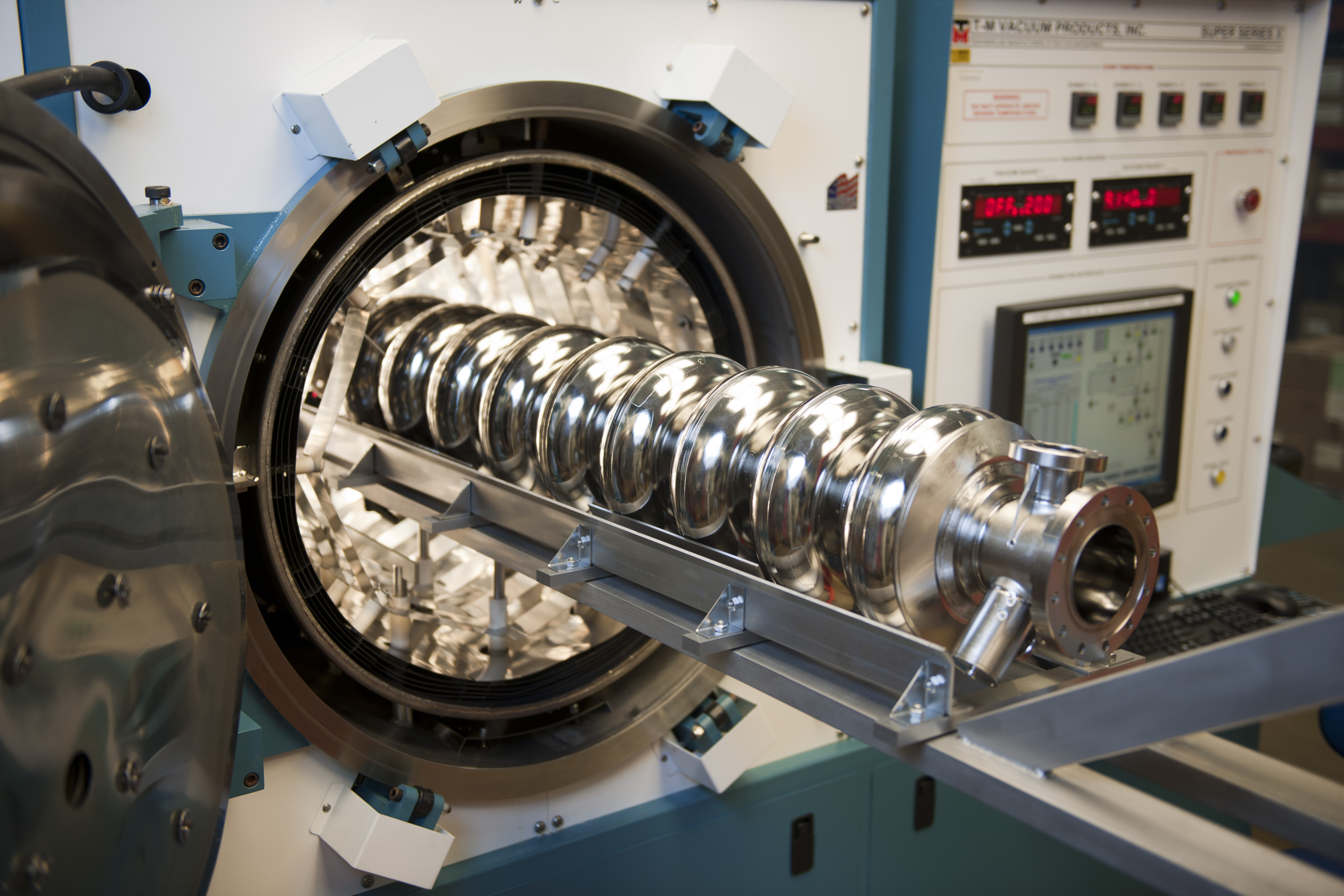
Резонатор загружается в вакуумную печь в лаборатории Фермилаб.

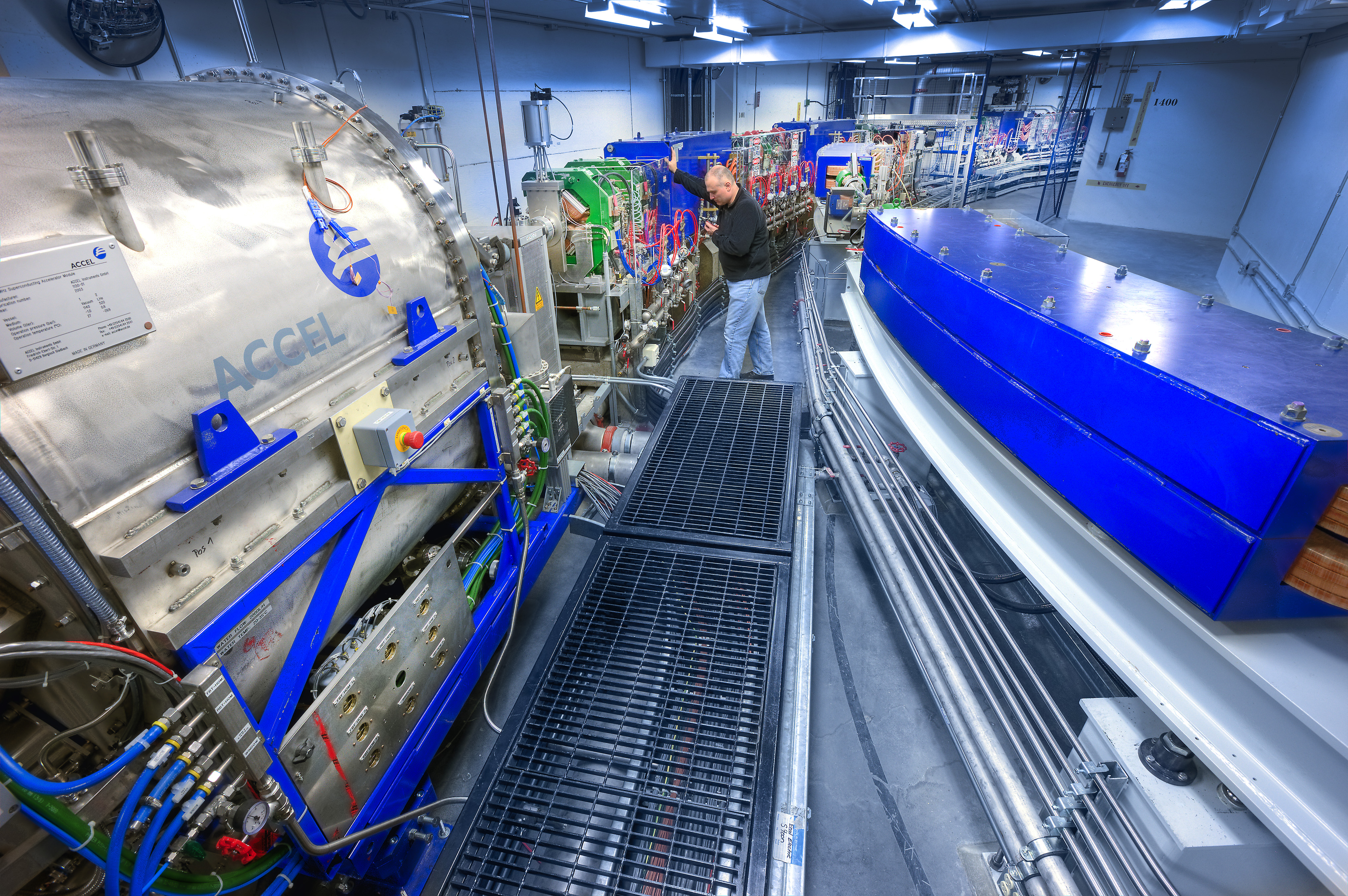
Сверхпроводящий ВЧ-резонатор на электронном синхротроне, источнике синхротронного излучения CLS, Канада.

## Технологии и применение
Для ускорения слаборелятивистских пучков используются коаксиальные четвертьволновые и полуволновые сверхпроводящие резонаторы, для более высоких скоростей — спицевые (spoke) резонаторы. Наиболее распространены эллиптические резонаторы для ультрарелятивистских пучков, как в линейных ускорителях, так и в накопительных кольцах.
Большинство сверхпроводящих резонаторов изготавливают из цельного ниобия высокой чистоты. Выбирают пластины однородной зернистости (~50 мкм), высоким показателем RRR>300, без дефектов поверхности. Половинки резонаторов штампуются, с контролем геометрии на координатно-измерительной машине, и свариваются в вакууме электронно-лучевой сваркой. Далее резонатор подвергается химическому травлению и электрополировке, для получения шероховатости менее 0.2 мкм. Далее следует мойка высокого давления дистиллированной водой и сушка в чистом помещении, чтобы не допустить осаждения пыли.
В 2010-х годах активно развивается технология с нанесением тонкой плёнки ниобия на медный резонатор Из-за высокой частоты электромагнитного поля, глубина его проникновения в материал (скин-слой) составляет лишь десятки нанометров. Снижение материалоёмкости дорогостоящего ниобия потенциально может снизить стоимость сверхпроводящих ускоряющих структур. Кроме того, массивная медь за счёт более высокой теплопроводности даёт лучшую температурную стабильность, а значит устойчивость к срывам сверхпроводимости.
Ещё одна новая технология — использование Nb3Sn вместо чистого ниобия. Более высокая температура перехода в сверхпроводящее состояние позволит работать при температуре кипения гелия 4.2К, что существенно упростит и удешевит эксплуатацию. Проблематичным остаётся достижение ускоряющего градиента, не уступающего классическим ниобиевым резонаторам. В 2021 году Фермилаб изготовил прототип резонатора c ниобий-оловянным покрытием с градиентом 24 МэВ/м.

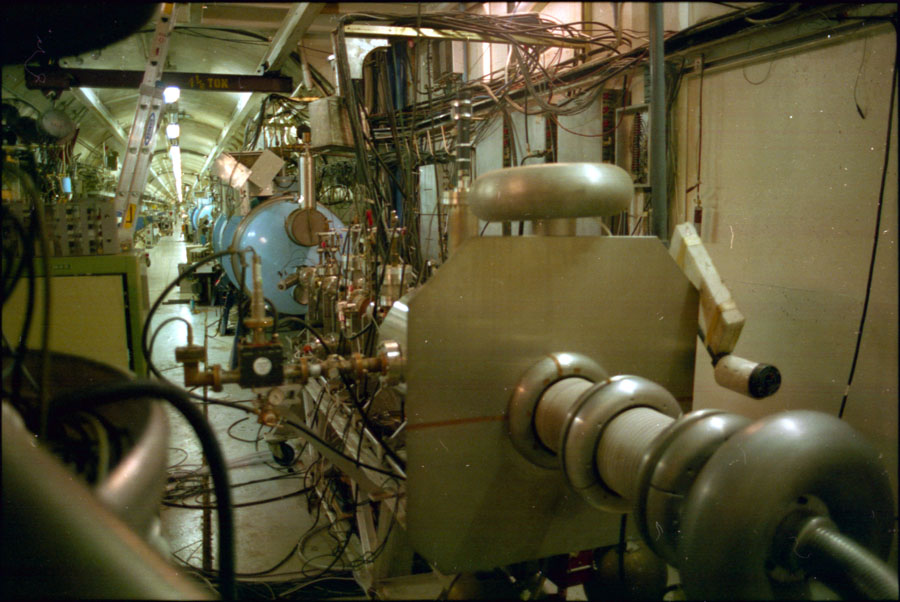
Криомодули (голубого цвета) сверхпроводящего линейного ускорителя в лаборатории SLAC, 1995 год.

## История
Первые сверхпроводящие резонаторы разрабатывались в Стэнфодском университете, в лаборатории High Energy Physics Laboratory (HEPL), в начале 1960-х. К концу десятилетия была достигнута добротность 1011 на частоте 8.5 ГГц, и принципиально показана возможность получения градиента до 25 МэВ/м при добротности 1010. Однако при переходе к низким частотам темп падал до 2-4 МэВ/м. Лишь к середине 1980-х по мере понимания явления мультипактора были разработаны резонаторы, пригодные к регулярному использованию в ускорителях, с градиентом свыше 5 МэВ/м.
В 1988 году на электрон-позитронном коллайдере TRISTAN установлены первые 16 сверхпроводящих резонаторов, работающих на частоте 508 МГц, что стало первым крупномасштабным применением сверхпроводящих ВЧ систем на ускорителях высоких энергий.
В 1993 году закончилось сооружение многопроходного линака CEBAF, в Национальной лаборатории Джефферсона JLab, где были установлены 380 сверхпроводящих 5-ячеечных резонаторов, длиной 50 см, на частоту 1497 МГц разработанных к Корнеллском университете, и предварительно опробованных на коллайдере CESR. Проектный градиент 5 МэВ/м со временем был поднят до 7 МэВ/м.
В 2007 году на электрон-позитронном коллайдере KEKB в Японии были установлены сверхпроводящие крабовые резонаторы, работающие на TM110 моде, использующиеся не для ускорения, а для разворота сгустка.
В 2016 году для проекта XFEL в ускорительный центр DESY, Гамбург, было поставлено свыше 100 криомодулей, с 800 сверхпроводящими резонаторами с градиентом 25 МэВ/м.
В 2018 году на установке FAST, тестирующей прототип ускоряющего модуля для Международного линейного коллайдера, в Фермилаб, был достигнут рекордный градиент 31.5 МэВ/м.